# Obertor (Ortenberg)

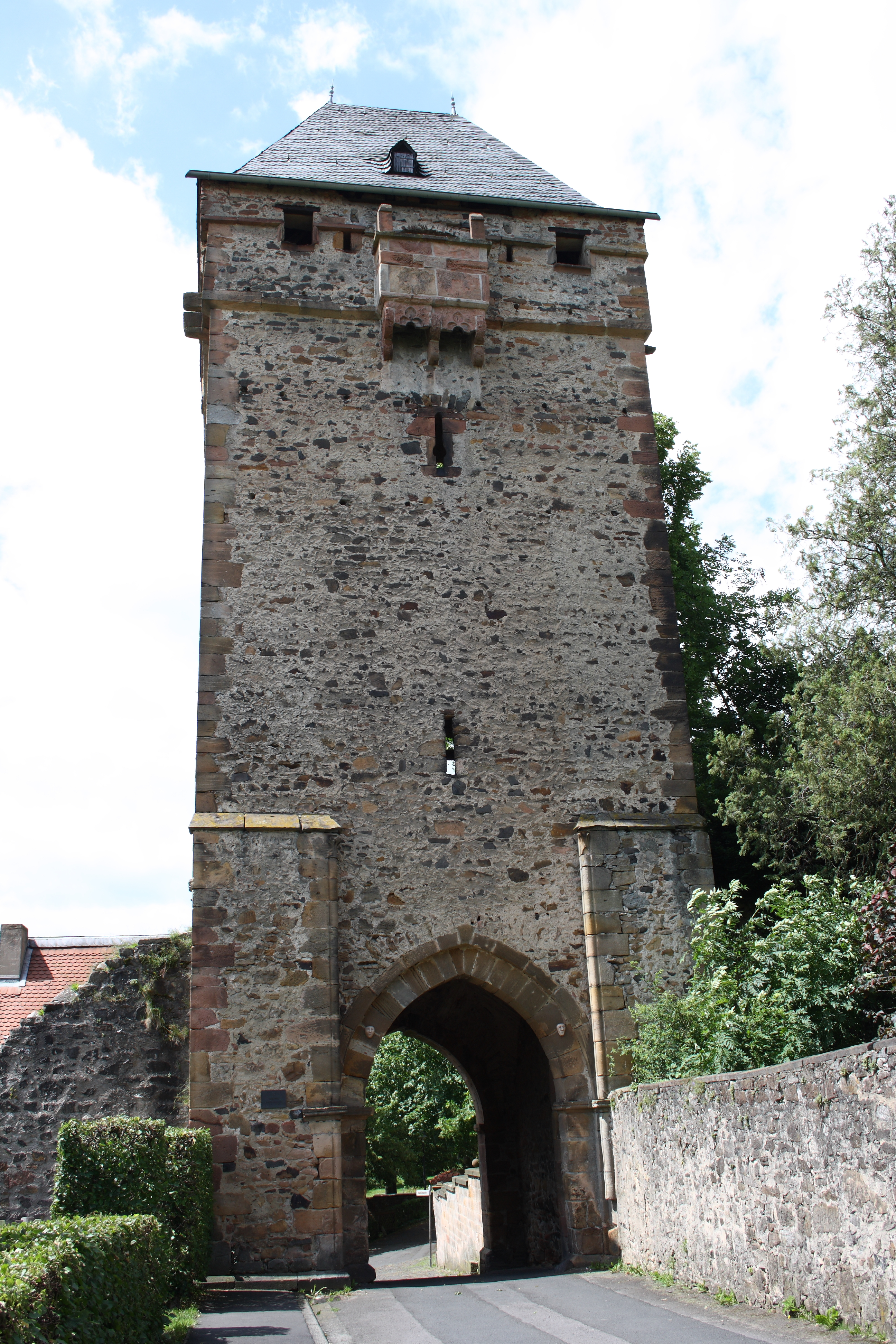
Feldseite des Obertors

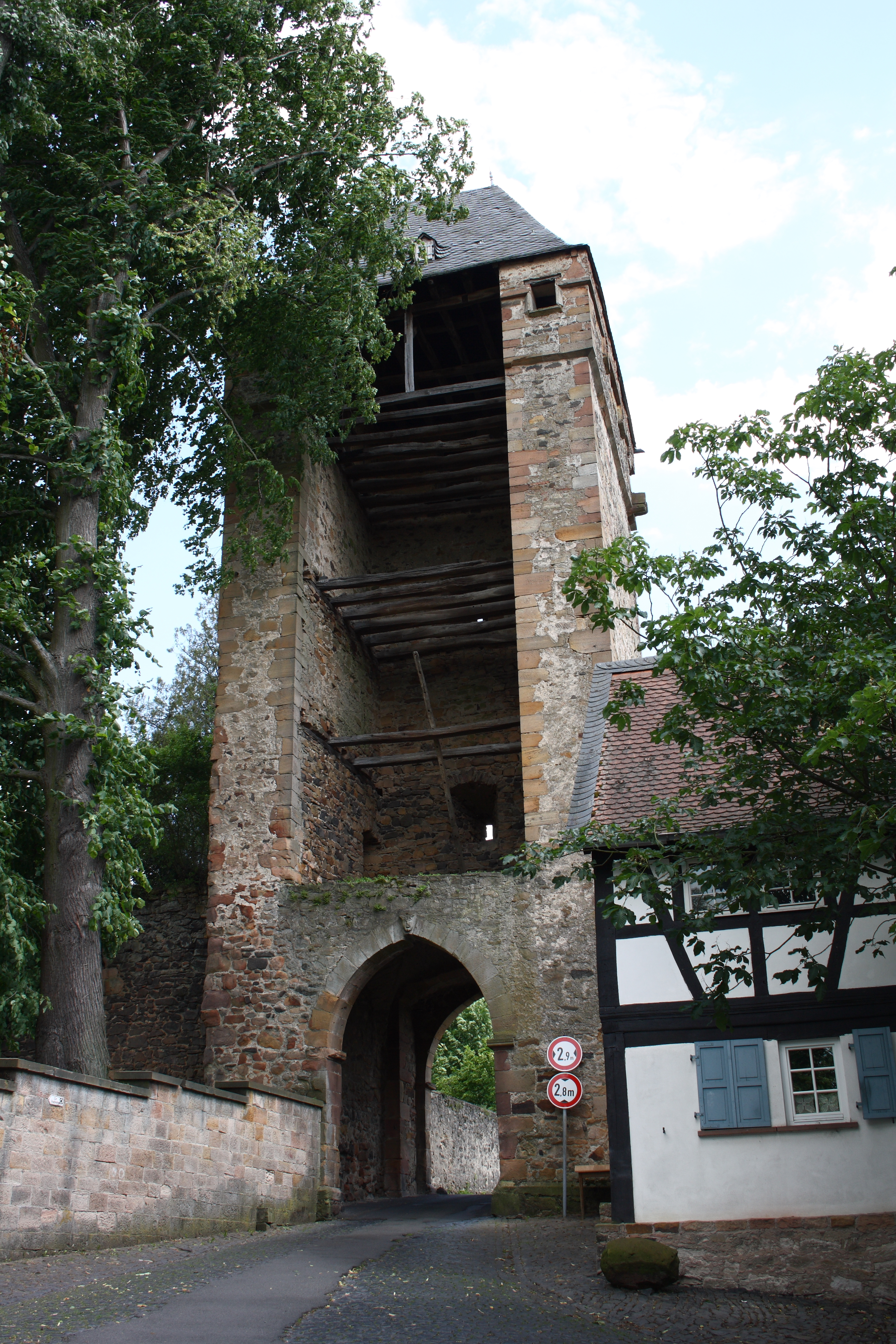
Stadtseite des Obertors

Das Obertor in Ortenberg, einer Stadt im Wetteraukreis in Hessen, wurde im 13. Jahrhundert errichtet. Der Wehrturm an der Kasinostraße 23 ist ein geschütztes Baudenkmal.

## Beschreibung
Das Obertor wurde im 13. Jahrhundert als Teil der Stadtbefestigung gebaut. Der viereckige Torturm besitzt in seiner spitzbogigen Durchfahrt ein Kreuzgratgewölbe. Den Abschluss des hohen Turmes bildet ein Wehrgang mit Gusserker. Die Zinnen sind heute nicht mehr vorhanden. Der Turm wird von einem Walmdach gedeckt.